# Kazimierz Frąszczak
Kazimierz Frąszczak (ur. 18 lutego 1933 w Ostrowie Wielkopolskim, zm. 30 marca 1969 we Wrocławiu) – polski piłkarz ręczny, mistrz i reprezentant Polski.

## Życiorys
W wieku 16 lat rozpoczął grę w koszykówkę w Ostrovii Ostrów Wielkopolski. W 1952 rozpoczął studia w Wyższej Szkole Wychowania Fizycznego we Wrocławiu i zaczął trenować piłkę ręczną. W latach 1952–1955 był zawodnikiem AZS Wrocław. W 1955 przeszedł do Śląska Wrocław, tam założył sekcję piłki ręcznej, a następnie aż do śmierci był jej grającym trenerem. Ze Śląskiem zdobył sześć tytułów mistrza Polski w odmianie siedmioosobowej (1958, 1961, 1962, 1963, 1965, 1967) i pięć tytułów mistrza Polski w odmianie jedenastoosobowej (1958, 1961, 192, 1963, 1964, 1965, 1966), a także Puchar Polski w 1959.
Z reprezentacją Polski zdobył w 1955 brązowy medal podczas Światowego Festiwalu Młodzieży i Studentów. Wystąpił na mistrzostwach świata w 1958 (5. miejsce) oraz mistrzostwach świata w odmianie jedenastoosobowej w 1963 (4. miejsce). Łącznie w reprezentacji Polski seniorów zagrał w latach 1957-1966 w 37 meczach "siódemek", zdobywając 58 bramek, a w latach 1955-1965 w 35 meczach, zdobywając 15 bramek.
Został wybrany najlepszym piłkarzem ręcznym powojennego dwudziestolecia (1966) oraz 30-lecia PRL (1974). W 1956 otrzymał tytuł Mistrza Sportu, w 1958 został odznaczony Brązowym Medalem za Wybitne Osiągnięcia Sportowe, w 1962 otrzymał tytuł Zasłużony Mistrz Sportu. W 1961 został zawodnikiem roku, a w 1962 trenerem roku na Dolnym Śląsku w Plebiscycie Słowa Polskiego
Z małżeństwa z Teresą Frąszczak miał troje dzieci, Krzysztofa (ur. 1956), Włodzimierza (ur. 1957), mistrza Polski ze Śląskiem Wrocław z 1977 i Katarzynę (ur. 1966), reprezentantkę Polski. Mistrzem Polski w piłce ręcznej był też jego brat, Zdzisław Frąszczak.

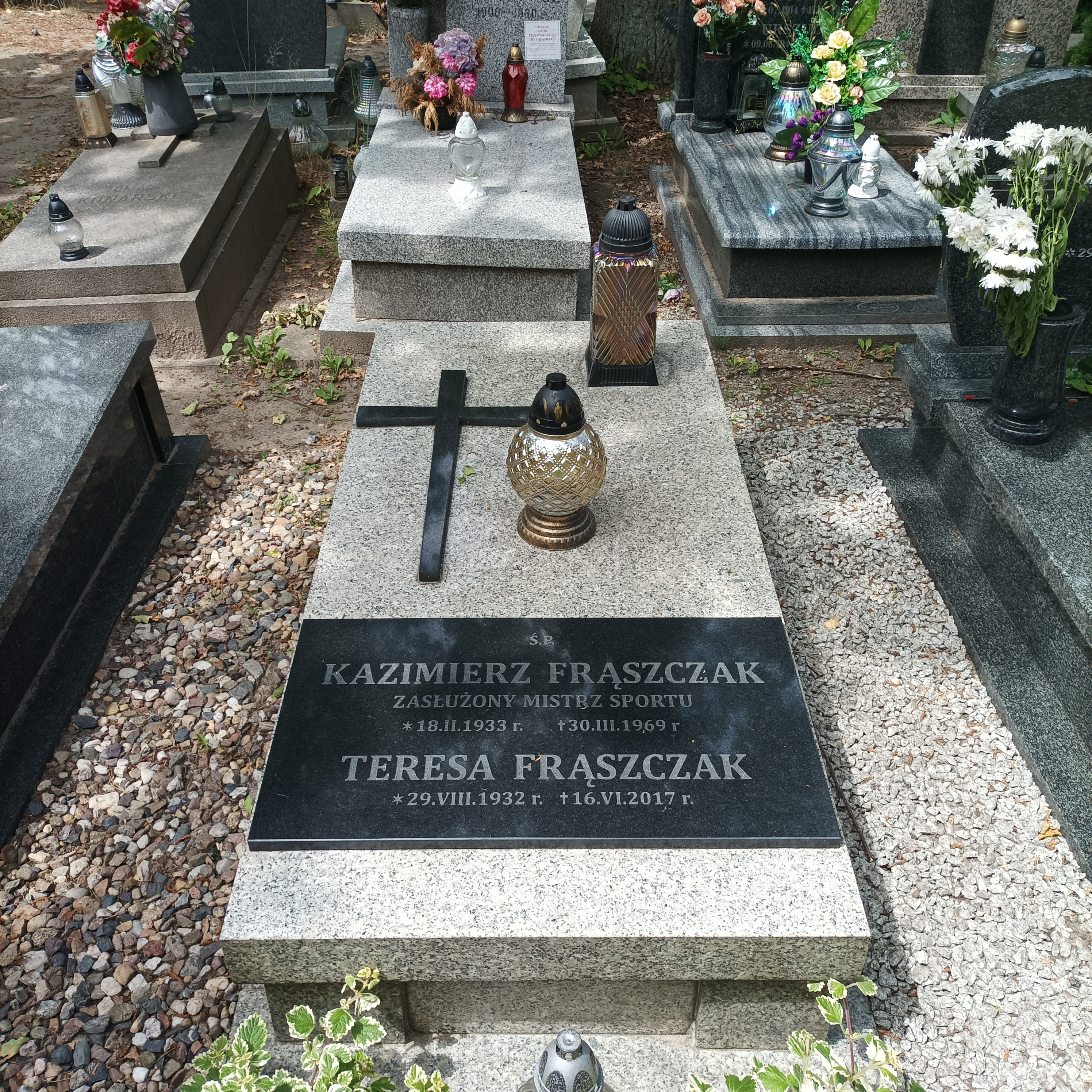
Grób Kazimierza Frąszczaka na Cmentarzu Grabiszyńskim

Pochowany na Cmentarzu Grabiszyńskim we Wrocławiu.
W Ostrowie Wielkopolskim nazwano jego nazwiskiem jedną z ulic, a także rozgrywany jest poświęcony jego pamięci memoriał.